# Лі Цзямань
Лі Цзямань (18 серпня 1997 , Пекін ) — китайська лучниця, срібна призерка Олімпійських ігор 2024 року.

## Виступи на Олімпіадах
| Олімпіада  | Дисципліна             | Місце |
| ---------- | ---------------------- | ----- |
| Париж 2024 | індивідуальна першість | 9     |
| Париж 2024 | командна першість      | 2     |

## Зовнішні посилання
- Лі Цзямань на сайті World Archery (англійська)
- Лі Цзямань на сайті Olympedia (англійська)